# Chaetaster moorei
Chaetaster moorei är en sjöstjärneart som beskrevs av Bell 1894. Chaetaster moorei ingår i släktet Chaetaster och familjen Chaetasteridae.
Artens utbredningsområde är Nya Kaledonien. Inga underarter finns listade i Catalogue of Life.